# Richard Hartmann (Politiker)
Karl August Richard Hartmann (* 14. März 1859 in Budissin (heute Bautzen); † 3. Januar 1933 ebenda) war ein deutscher nationalliberaler Politiker.

## Leben und Wirken
Nach Besuch der Oberrealschule in seiner Heimatstadt Bautzen war Hartmann vor Ort als Kaufmann tätig, zuletzt lebte er als Privatier.
Von 1903 bis 1918 vertrat er für die NLP den 2. städtischen Wahlkreis in der II. Kammer des Sächsischen Landtags im Königreich Sachsen. Dabei fungierte er von 1909 bis 1913 als stellvertretender 2. Sekretär, anschließend bis 1918 als stellvertretender 1. Sekretär der Kammer. In der Weimarer Republik gehörte er 1919/20 für die DDP der Sächsischen Volkskammer an.